# 오페라 세리아
오페라 세리아(Opera seria, 때때로 멜로드라마 세리오라 부른다)는 오페라 부파와 대립되는 말이며, 정가극(正歌劇)이라 번역되기도 한다. 제재를 신화나 영웅의 전설에서 구한 서정적 비극이며, 음악적으로는 중창이나 합창을 포함하기는 하지만 아리아에 중점을 두고 그것을 드라마틱한 레치타티보로 접속해 간다는 방법이 취해진다. 그리하여 무엇보다도 우선 소리의 아름다움을 돋보이게 하려는 생각을 조성하여 벨 칸토 창법이라든가 다 카포 아리아를 낳게 된다. 그리고 그것은 결국 주역을 무엇보다 중요시하는 이탈리아 오페라의 전통적 성격을 확립하게 된다.
그 뒤 몇 번의 변천을 거듭하였지만, 오페라 세리아는 마침내 오페라 역사의 주류를 이루었다. 한편 오페라 세리아가 그 독자의 명칭과 양식을 확립한 것은 18세기 나폴리파의 오페라 작곡가들의 노력에 의한다. 그들은 그 때까지의 번잡한 오페라를 정리하여 서정비극의 성격을 철저히 하려고 이 오페라 세리아를 가져온 것이다.

## 같이 보기
- 헨델의 오페라